# 想用1000%的力量來戀愛／Pretty Rhythm de Go！
「1000%キュンキュンさせてよ／プリティーリズムでGo！」是由Pretty Rhythm☆All Stars（SERENON和MARs），在2011年12月16日由avex entertainment發行。

## 概要
- 「1000%キュンキュンさせてよ」是《星光少女 極光之夢》片頭曲。
- 「プリティーリズムでGo！」是《星光少女 極光之夢》片尾曲。
- 「Pretty Rhythm☆All Stars」是代表SERENON（莎莉音：莎莉娜、花音，但不包括小要）和MARs（春音艾菈、天宮旋、高峰美音）[2]。

## 收錄曲
1. 1000%キュンキュンさせてよ♥ [4:25]
作詞：池畑伸人；作曲：長岡成貢；編曲：長岡成貢
星光少女（電視動畫）片頭曲。
2. プリティーリズムでGo！ [3:16]
作詞：池畑伸人、akirastar；作曲：akirastar；編曲：大谷靖夫
星光少女（電視動畫）片尾曲。
3. 1000%キュンキュンさせてよ♥（Insturmantal）
4. プリティーリズムでGo！（Insturmantal）

## 關聯條目
- 星光少女 極光之夢

## 外部連結
- （日語）《星光少女 極光之夢》官方網站 （页面存档备份，存于）
- （日語）星光少女dive II entertainment官方網站